# Open de Hongrie (squash)
L'Open de Hongrie de squash est un tournoi de squash qui se tient à Budapest entre 1993 et 2006. Il fait partie du PSA World Tour. Le premier tournoi se déroule en 1993 et s'interrompt définitivement en 2006 après une interruption entre 1999 et 2003.
La première édition en 1993 était un tournoi de catégorie 1 star avec un prix de 10 000 dollars. Le montant du prix et donc aussi la catégorie du tournoi ont augmenté chaque année et ont atteint leur valeur maximale en 1996 avec 30 000 dollars et la catégorie 3 star, qui est restée la même pendant les deux années suivantes. Le tournoi n'a pas été joué entre 1998 et 2004, avant d'être réintroduit dans le calendrier du circuit pendant trois ans à partir de 2004. Au départ, il s'agissait d'un tournoi de catégorie 4 étoiles de 40 000 dollars, mais il est passé à un tournoi de catégorie 5 étoiles de 50 000 dollars en 2005 et 2006.
Avec des victoires en 1997 et 2004, Jonathon Power est le seul joueur à avoir remporté le tournoi plus d'une fois. Grégory Gaultier, qui a atteint la finale en 2004, 2005 et 2006, est le joueur ayant le plus grand nombre d'apparitions en finale. 

## Palmarès
| Année | Champion           | Finaliste          | Score                        |
| ----- | ------------------ | ------------------ | ---------------------------- |
| 2006  | Grégory Gaultier   | Lee Beachill       | 6-11, 11-4, 11-7, 6-11, 11-6 |
| 2005  | Amr Shabana        | Grégory Gaultier   | 6-11, 11-2, 11-7, 8-11, 11-5 |
| 2004  | Jonathon Power     | Grégory Gaultier   | 11-6, 12-10, 12-10           |
| 2003  | Pas de compétition | Pas de compétition | Pas de compétition           |
| ...   | Pas de compétition | Pas de compétition | Pas de compétition           |
| 1999  | Pas de compétition | Pas de compétition | Pas de compétition           |
| 1998  | Paul Johnson       | Del Harris         | 5-15, 15-8, 15-9, 15-10      |
| 1997  | Jonathon Power     | Peter Nicol        | 15-11, 11-15, 15-3, 15-5     |
| 1996  | Rodney Eyles       | Zarak Jahan Khan   | 15-9, 15-17, 15-11, 15-8     |
| 1995  | Mark Cairns        | Angus Kirkland     | 15-11, 15-8, 15-4            |
| 1994  | Amir Wagih         | Mark Chaloner      | 15-7, 7-15, 15-7, 7-15, 15-7 |
| 1993  | Derek Ryan         | John Ransome       | 9-5, 9-4, 9-6                |